# レーゼ
レーゼ (ドイツ語: Leese) は、ドイツ連邦共和国ニーダーザクセン州のニーンブルク/ヴェーザー郡に属す町村（以下、本項では便宜上「町」と記述する）で、ザムトゲマインデ・ミッテルヴェーザーを構成する自治体の一つである。

## 地理
レーゼはミッテルヴェーザー地方（ヴェーザー川中流域周辺）の湿地とゲースト（氷河谷に砂が堆積した地形）に位置している。

## 歴史
レーゼ集落はミッテルヴェーザー地方で最初に人が定住した場所の一つである。多くの古代の出土品がそれを証明しており、一部は新石器時代や約4000年前の出土品もある。彼らは、現在の集落の東部にある軽い砂地の土地を原始的な犂で耕作していた。遺体の埋葬については、やがて墳丘墓が造られるようになり、紀元前1800年頃と推定される墓からは20体以上の遺体が発見されている。ヴェーザー川沿いの段丘（ツァッペンベルク）には、この他にもいくつかの定住地が設けられた。文化財保護研究所の発掘では、ローマ以前の鉄器時代のものとしては北ドイツ最大の約1100基もの墓を持つ墓地が「クライネンフェルト」で発見されている。レーゼの紋章の壷はこの墓の骨壺を表している。紀元前後には、ここにはゲルマン人のアングリヴァーリアー族が住んでおり、すぐ南にはケルスカー族が暮らしていた。
紀元16年頃にゲルマニクス率いるローマ軍とケルスカー族のヘルマンが率いるゲルマン人の軍勢がレーゼで戦ったアングリヴァーリアー防壁の戦いが行われたのはレーゼであると、長い間考えられていた。しかし、かつてその証拠とされていた村を横断する防壁の跡は、もっと後の中世の時代に造られたものであることが明らかにされた。本来のレーゼ村の創設は紀元400年頃であったと専門家は推定している。ミュンスター州立文書館の史料では1164年に「Kerclese」の記述が見られる。
町内には、オム、マルスロ、オスターレーゼという現在では衰退して消滅した集落もあった。ロックム修道院の記録に、これらの長らく忘れられていた集落についての記録が遺されていた。ホーヤ伯とミンデン司教との間で延々と続けられたフェーデのためにその住み家を放棄し、現在のレーゼの場所に新しい定住地を築いたのであった。レーゼは三十年戦争でひどい損害を被ったが、その後ヴェーザー川沿いの交易路の渡渉地にあたることから重要な宿駅として富を蓄えていった。1790年には隣接して小村ハーネンベルクが創設され、教会組織上レーゼの管轄下に置かれた。
かつては農業主体の村であったが、20世紀の初めに多くの鉄道路線が敷設され、連邦道215号線、441号線、482号線（いずれも古い軍用道路であった）の交差点となったことで、その性質は大きく変わっていった。1937年に2人の狩猟監視人が2人の密猟者によって殺害された事件はドイツ全土の注目を集めた。その現場には記念碑が建てられ、今もその死を悼んでいる。
第二次世界大戦末、1945年4月5日にドイツ兵はレーゼとシュトルツェナウとの間に架かるヴェーザー川の橋を爆破した。レーゼは強固に防衛に努めたが、イギリス軍はヴェーザー川の渡河に成功した。レーゼの住民達は東の森に逃げ込んだ。この戦闘によって21件の家屋が破壊され、イギリス兵、ドイツ兵合わせて100人以上が命を落とした。町の中心にある戦没者墓地は、この犠牲者を追悼する場所である。イギリスの占領軍はエーマー・フェルトにあった兵器工場を占領し、多くのトーチカを爆破した。
戦後レーゼはドイツ東部地域からの旧ドイツ領の放逐民を1000人以上受け容れた。その多くはこの地に留まり、生活の根を下ろした。1980年代の初め、レーゼに関する文献記録はロックム修道院のカレンベルク文書に記された1183年の記録が最も古いものであったため、1983年にレーゼでは創設800年祭が祝われた。しかし、その後1164年の記録が発見されている。
20世紀末からの企業・工場進出や、かつての長年にわたるドイツ連邦軍の駐在も、この街の鄙びた性格に本質的な影響を与えることはなかった。ただし、低地ドイツ語を話す人は減少した。またこの町は、アングリヴァーリアー族とケルスカー族、ホーヤ伯領とミンデン司教領、ハノーファー王国とプロイセンといった具合に常に国境の町であったが、現在はニーダーザクセン州とノルトライン＝ヴェストファーレン州との州境となっている。

## 行政

### 議会
レーゼの町議会は11議席からなる。

### 紋章
赤地で、向かって右上から斜めに銀の波帯。向かって左上に金の郵便ラッパ、右下に金の壷。

## 文化と見所
この地域の人々は、現在でも時折低地ドイツ語を話す。

### 音楽
- 音楽隊
- ファンファーレ・バンド
- 消防音楽隊
- トロンボーン・アンサンブル

### 年中行事
- 射撃祭（毎年7月第1週末）
- 春の年の市
- スポーツ振興週間

### 地元料理
ジャガイモ料理の他、アスパラガスがとても重要な役割を担っている。例えば、2006年2月11日にはヨーロッパ最大のシュパーゲルメッセ（アスパラガス見本市）がレーゼで開催された。

## 経済と社会資本

### 教育
- 基礎課程学校 1校

### 交通
レーゼ町内を連邦道B215号線、441号線、482号線が走っている。
レーゼ＝シュトルツェナウ駅は、ヴェーザー＝アラー鉄道ローテンブルク (ヴュンメ) - ミンデン線の駅である。平日は2時間ごとに「ポルタ・エクスプレス」がニーンブルク - ミンデン - ビーレフェルトを、週末にはヴェーザー＝アラー鉄道が同じ間隔でローテンブルク - フェルデン - ニーンブルク - ミンデン間を運行している。

## 引用
1. ↑  Landesamt für Statistik Niedersachsen, LSN-Online Regionaldatenbank, Tabelle A100001G: Fortschreibung des Bevölkerungsstandes, Stand 31. Dezember 2023
2. ↑  Der Angrivarisch-Cheruskische Grenzwall und die beiden Schlachten des Jahres 16 nach Chr. zwischen Arminius und Germanicus